# Invasão do Panamá pelos Estados Unidos em 1989
A invasão do Panamá foi uma operação militar realizada pelo exército dos Estados Unidos, durante a administração de George H. W. Bush, em 20 de dezembro de 1989 com o objetivo de capturar o General e ditador panamenho Manuel Noriega, que atuava como comandante em chefe das Forças de Defesa da República do Panamá, que foi exigido pela justiça estadunidense acusado de tráfico de drogas. A operação foi denominada Operation Just Cause (Operação Justa Causa) pelo comando militar dos Estados Unidos.

## Antecedentes
Em 1977, o general Omar Torrijos Herrera como chefe de Estado da República do Panamá e Jimmy Carter como presidente dos Estados Unidos da América, assinaram um novo tratado sobre o canal do Panamá, o Tratados Torrijos-Carter cujas principais cláusulas os Estados Unidos concordaram com a devolução dos territórios administrados, a monitorização do funcionamento do canal, o encerramento de bases militares e a partida de todos os soldados norte-americanos do Panamá. Carter concordava com um calendário para a transição de todos os aspectos referentes ao Canal de Panamá, antes do ano 2000. No entanto, a condição de defesa em conjunto, dando a possibilidade de uma intervenção armada no Panamá, caso a operação do canal estivesse comprometida. Em 1983, tomou posse como comandante em chefe das Forças de Defesa do Panamá, o general Manuel Antonio Noriega, que serviu por muitos anos como um G2 ou chefe de inteligência militar panamenho e foi identificado como um associado próximo da CIA. Nas eleições presidenciais de 1984, a primeira votação popular desde o início da ditadura militar de 1968, foi declarado o vencedor Nicolas Barletta Arditto ao clamor popular de fraude. Entretanto, nos EUA, o senador Jesse Helms exigiu que o governo norte-americano tomasse medidas para eliminar Noriega, o diretor da CIA William Casey saiu em defesa do general panamenho, afirmando que realizou grandes tarefas para o governo dos Estados Unidos.

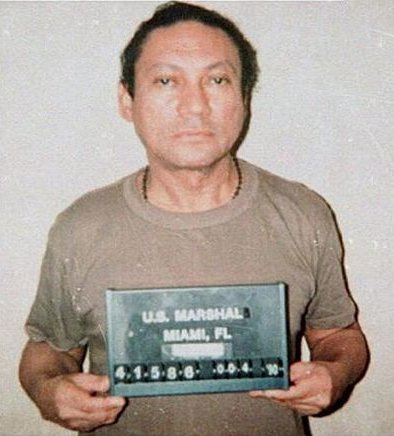
Manuel Antonio Noriega, ex-presidente do Panamá, capturado e julgado pelos EUA: acusado de tráfico de drogas, lavagem de dinheiro e corrupção.

Em 1985, Nicolás Barletta Arditto renunciou à presidência e foi substituído pelo primeiro Vice-presidente Eric Arturo Del Valle. Algumas fontes atribuem a renúncia de Nicholas Barletta Arditto a decisão de esclarecer o assassinato do Dr. Hugo Spadafora, que repetidamente acusou Noriega de vários crimes, incluindo assassinato e tráfico de droga. O segundo no comando das Forças da Defesa, coronel Roberto Diaz Herrera, foi aprovado em 1986, retirando as ordens diretas do general Noriega. Díaz Herrera emitiu declarações públicas acusando Noriega de fraude eleitoral em 1984, assassinato político e cumplicidade na morte de Torrijos, levando a fortes protestos da população.
Apesar da colaboração disfarçada com Ronald Reagan em sua guerra contra a Nicarágua (incluindo o famigerado Escândalo Irã-Contras), as relações entre os Estados Unidos e o regime do Panamá piorou na década de 1980. Os Estados Unidos congelaram a ajuda econômica e militar ao Panamá, no Verão de 1987 em resposta à crise política interna e um atentado contra a embaixada americana. O General Noriega, em fevereiro de 1988 foi acusado pelos EUA em tribunal sobre o tráfico de droga. Em Abril de 1988, o Presidente Reagan invocou a lei de emergência internacional com potências económicas, congelamento de ativos aos bancos do Governo panamenho, taxas de retenção para o uso do canal, e proíbe os pagamentos por agências americanas, empresas e indivíduos para o regime de Noriega. O país entrou em turbulência. Quando as eleições nacionais foram realizadas em maio de 1989, foram manchadas por acusações de fraude a partir de ambos os lados.
Quando Guillermo Endara ganhou as eleições presidenciais realizadas em maio de 1989, o regime Noriega anulou a eleição, citando maciça interferência norte-americana. Observadores eleitorais estrangeiros, incluindo a Igreja Católica e Jimmy Carter certificaram a vitória eleitoral de Endara, apesar de tentativas de fraude generalizada pelo regime. A mando dos Estados Unidos, a Organização dos Estados Americanos convocou uma reunião dos ministros dos Negócios Estrangeiros, mas foi incapaz de obter a partida de Noriega. Os EUA, então, começaram a enviar milhares de tropas para as bases na zona do canal.
Em Dezembro de 1989, a Assembleia Nacional concedeu poderes especiais ao general Noriega nomeado chefe do Gabinete de Guerra, ao mesmo tempo que declara a República do Panamá, em um estado de guerra contra os Estados Unidos da América.

## A justificativa para a invasão

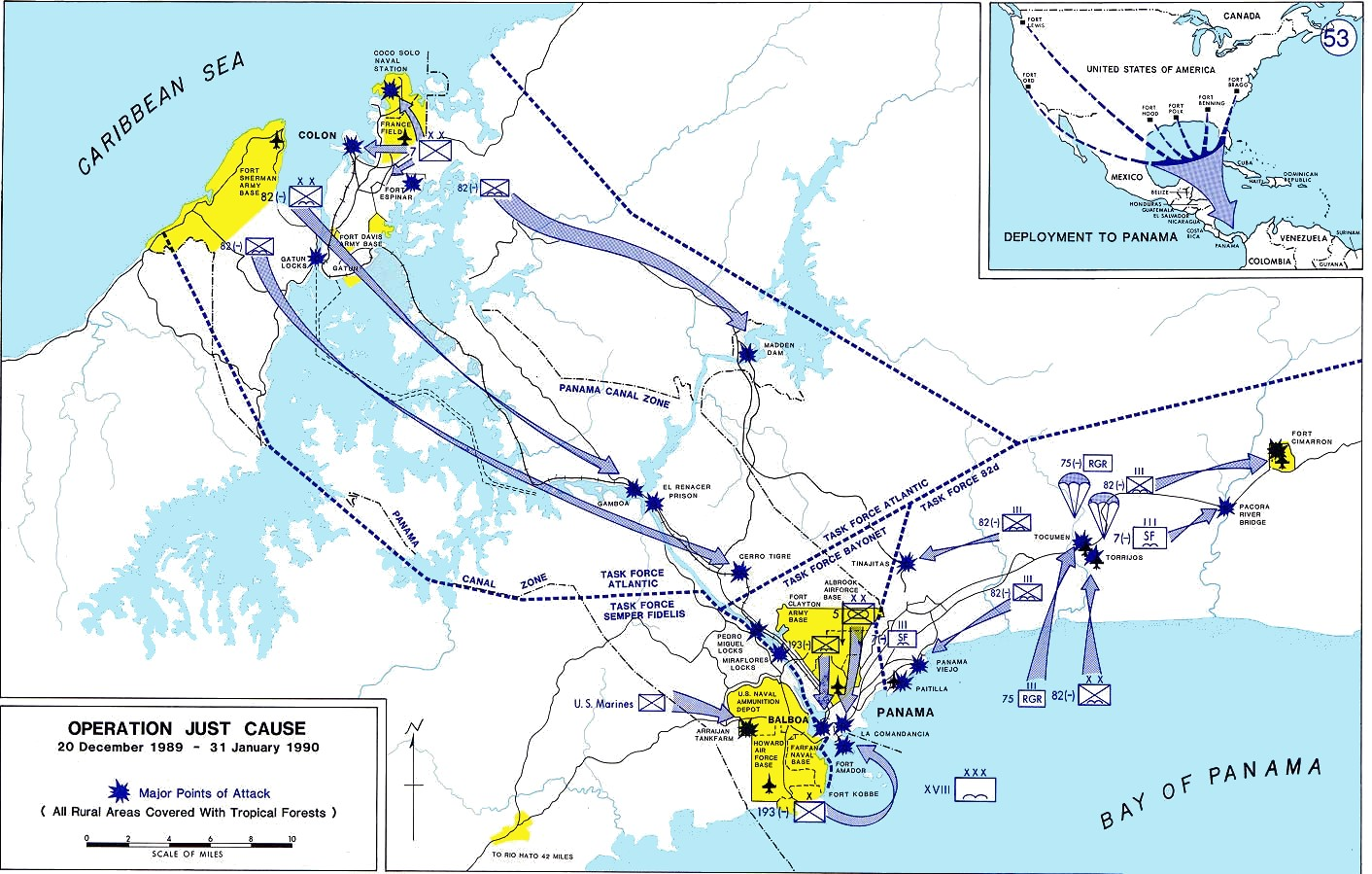
Mapa da Operação Justa Causa.

A justificativa oficial dos Estados Unidos para a invasão foi articulada pelo presidente George H.W. Bush, na manhã de 20 de dezembro de 1989, poucas horas após o início da operação. O presidente Bush listou quatro razões para a invasão:
- Proteger a vida dos cidadãos norte-americanos no Panamá. Em sua declaração, Bush afirmou que Noriega havia declarado que existia um estado de guerra entre o Panamá e os Estados Unidos, e que ele também ameaçava a vida dos cerca de 35 mil cidadãos estadunidenses que lá viviam. Houve numerosos confrontos entre forças dos Estados Unidos e do Panamá; um marine foi morto alguns dias antes;
- A defesa da democracia e dos direitos humanos no Panamá;
- Combate ao tráfico de drogas. O Panamá havia se tornado um centro de lavagem de dinheiro e de um ponto de passagem para o tráfico de drogas para os Estados Unidos e Europa;
- Proteger a integridade dos Tratados Torrijos-Carter. Os membros do Congresso e outros políticos norte-americanos alegaram que  Noriega ameaçava a neutralidade do Canal do Panamá e que os Estados Unidos tinham o direito, nos termos dos Tratados, de intervir militarmente para proteger o Canal do Panamá.

## A invasão

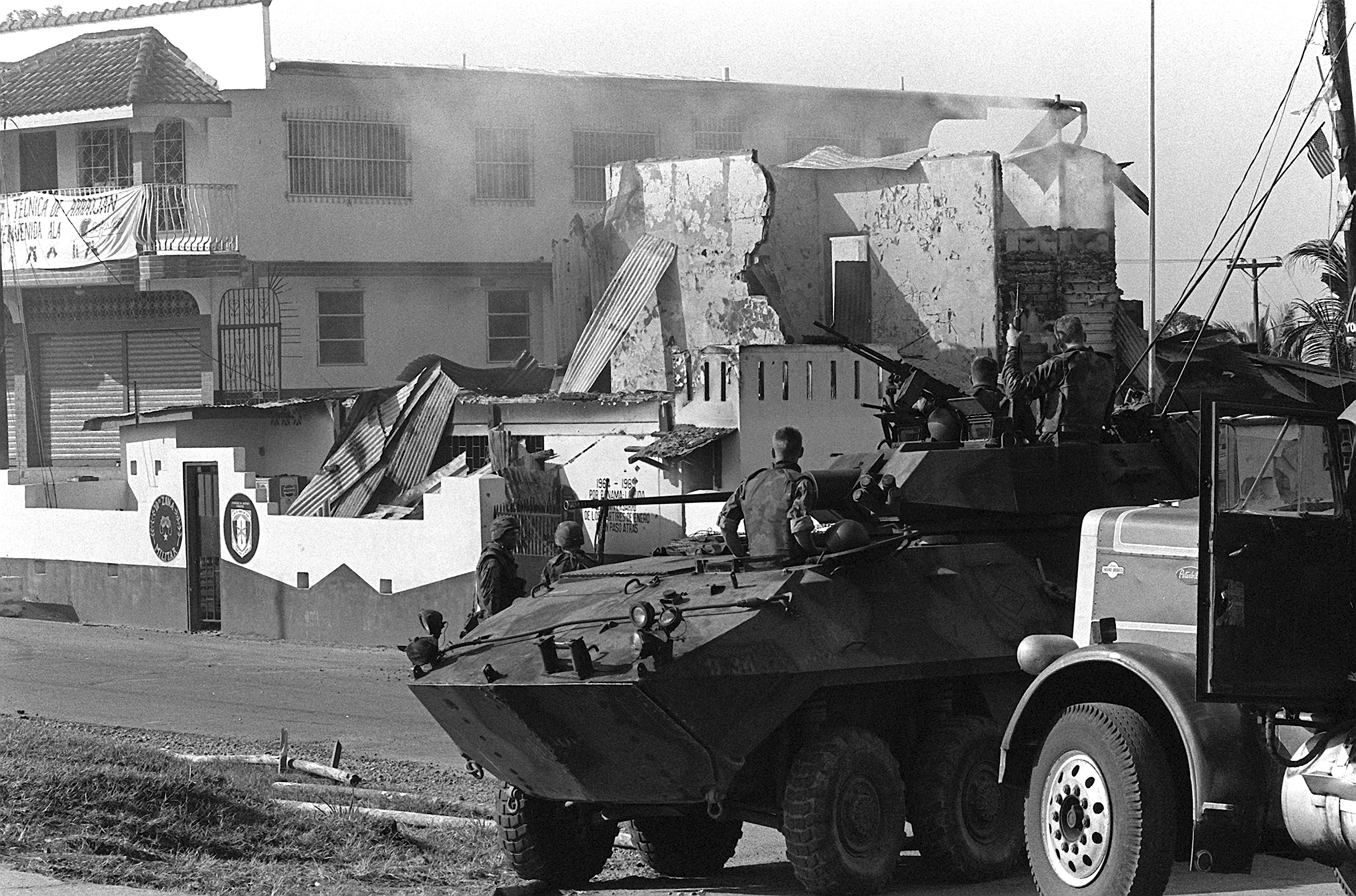
Um blindado LAV-25 americano no Panamá.

Os norte-americanos dispuseram de 26 mil soldados das unidades de elite, dos comandos da marinha, do exército e da 82ª Divisão Aerotransportada para a invasão. As Forças de Defesa Panamenhas somaram apenas 12 mil soldados e o país dispunha de uma minúscula força aérea.
O exército dos Estados Unidos transferiu para o Panamá a 82ª Divisão Aerotransportada para a operação militar, que possuía 12 mil soldados. As bases militares estadunidenses nas margens do Canal do Panamá, de acordo com o Tratado Torrijos-Carter legalizavam a presença militar no istmo para a defesa conjunta por ambas as nações na via navegável, contavam com um exército de 12 mil que não participaram na Operação Just Cause.
Dois dias antes do ataque, um soldado norte-americano foi morto quando passou um posto de controle em frente ao Quartel Central da Guarda Nacional, o que foi considerado como o desencadeador do conflito. A invasão começou na madrugada de 20 de dezembro de 1989 com bombardeios de muitas instalações militares e políticas. O objetivo do ataque era anular qualquer resposta por parte do exército panamenho. Os bombardeios destruíram vários aeroportos e bases militares do país.
Apesar das armas de alta tecnologia utilizadas pelos Estados Unidos, houve muitas mortes de civis por devido a realização de muitos ataques a edifícios não militares. A entrada dos soldados americanos no bairro de Chorrillo, onde havia muitos adeptos de Noriega, foi particularmente sangrenta.
Não houve qualquer declaração de guerra e a ação foi condenada pela Assembleia Geral da ONU e pela Organização dos Estados Americanos (OEA). A operação durou poucos dias diante da superioridade do exército ocupante e a pouca resistência encontrada.

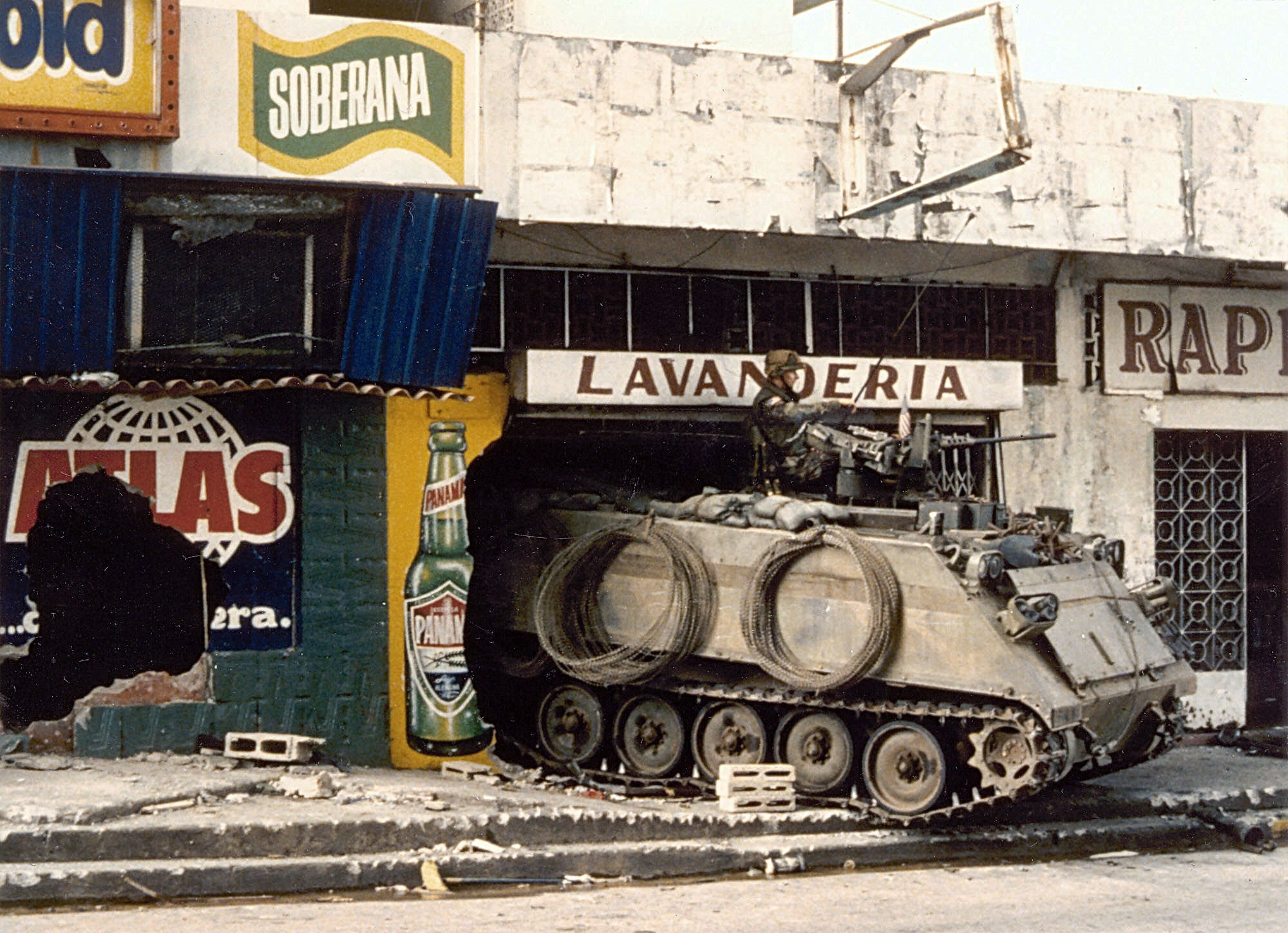
Um M113 do Exército dos EUA no Panamá.

Poucas horas após o início da invasão, Guillermo Endara foi empossado como presidente do país em uma base militar estadunidense. É geralmente aceito que Endara teria sido o vencedor na eleição presidencial, que havia sido marcada anteriormente naquele ano. Nos dias seguintes à intervenção, devido à ausência da polícia e da passividade das tropas norte-americanas, ocorreram pilhagem e vandalismo em várias cidades o que aumentou as perdas materiais.

### Captura de Noriega
A Operação Nifty Package foi uma operação lançada para impedir a fuga de Noriega; foi afundado um barco de Noriega e destruído seu jato, a um custo de quatro mortos e nove feridos. As operações militares continuaram por várias semanas, principalmente contra unidades militares do exército panamenho. Noriega manteve-se em fuga por vários dias, mas ao perceber que tinha poucas opções diante de uma caçada massiva e uma recompensa de US$ 1 milhão por sua captura, obteve refúgio na missão diplomática do Vaticano na Cidade do Panamá. Uma pressão psicológica do exército estadunidense sobre ele e uma pressão diplomática sobre a missão do Vaticano, no entanto, foi implacável, como foi a reprodução de música alta de rock and roll dia e noite em uma área densamente povoada. Noriega finalmente se rendeu aos militares estadunidenses em 3 de janeiro de 1990.

## Reações internacionais
A invasão do Panamá provocou indignação internacional. Alguns países acusaram os Estados Unidos de cometerem um ato de agressão ao invadir o Panamá e que estavam tentando esconder uma nova manifestação da sua política intervencionista na América Latina. Em 29 de dezembro, a Assembleia Geral das Nações Unidas votou por 75-20, com 40 abstenções, condenando a invasão como uma violação flagrante do direito internacional.
Em 22 de dezembro, a Organização dos Estados Americanos aprovou uma resolução lamentando a invasão e pedindo a retirada das tropas norte-americanas, bem como uma resolução condenando a violação do status diplomático da Embaixada da Nicarágua no Panamá por forças especiais norte-americanas que tinham entrado no edifício. No Conselho de Segurança da ONU, após discutir a questão durante vários dias, um projeto de resolução que exigia a retirada imediata das forças estadunidenses do Panamá  foi vetado em 23 de dezembro por três dos membros permanentes do Conselho de Segurança, França, Reino Unido e Estados Unidos, que citaram o direito de defesa de 35 mil norte-americanos presentes no Canal do Panamá.

## Consequências

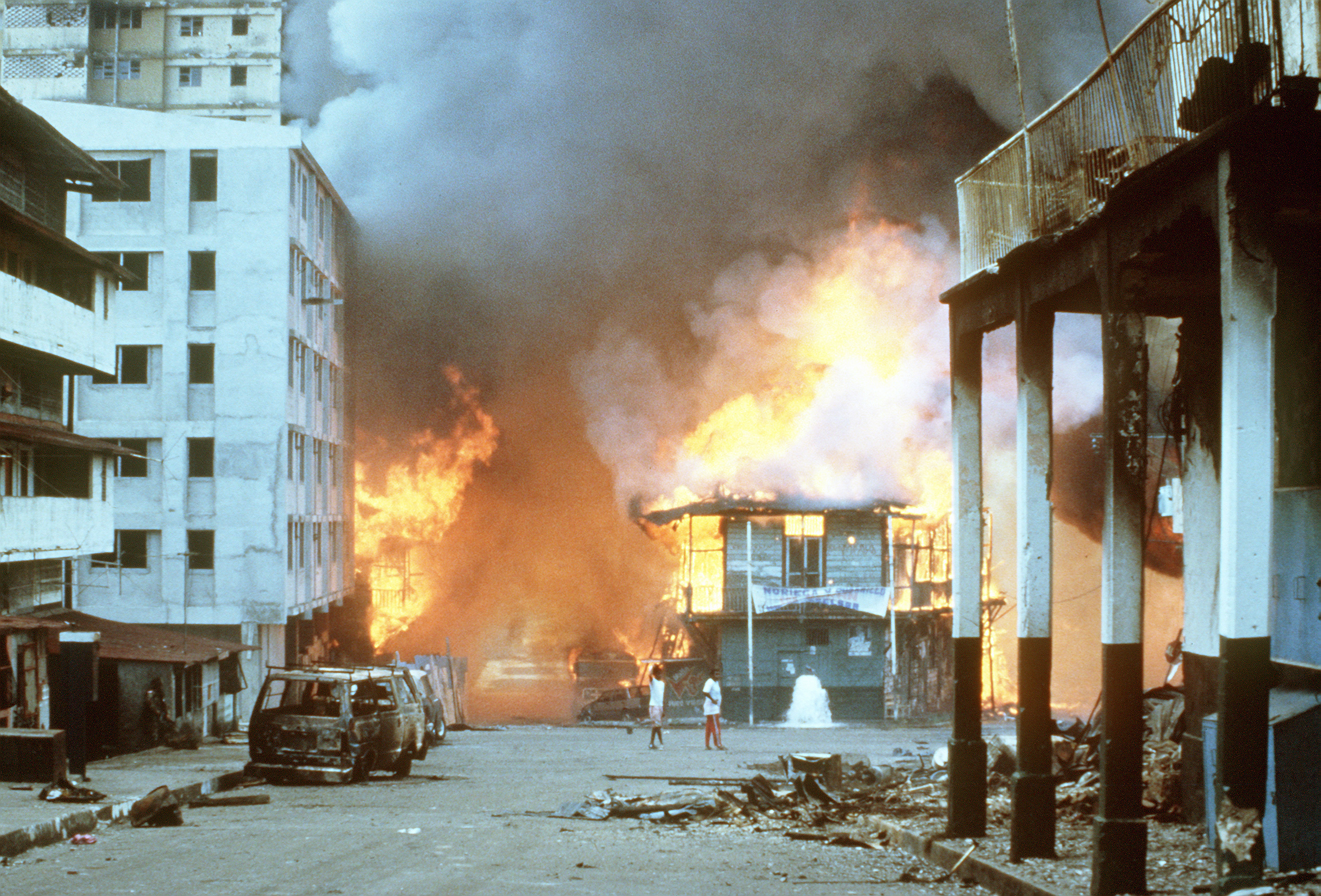
Incêndio em Chorrillo.

### Humanas
Segundo fontes panamenhas, instituições sociais, organizações governamentais e sociedade civil, há estimativas de que houve 3 mil mortes entre os soldados das Forças de Defesa do Panamá e civis. No entanto, não há número oficial.
A Comissão de Defesa dos Direitos Humanos na América Central (CODEHUCA) estimou entre 2,5 mil a 3 mil mortes, e a Comissão de Defesa dos Direitos Humanos no Panamá (Comisión Nacional de Derechos Humanos de Panamá, CONADEHUPA) estimou em 3,5 mil mortes. Um relatório do antigo procurador-geral Ramsey Clark reivindica mais de 4 mil mortes.  O relatório também concluiu que "nem os governos estadunidense nem o panamenho forneceram uma contabilidade cuidadosa dos feridos não letais" e que "os esforços de socorro foram insuficientes para satisfazer as necessidades básicas de milhares de civis desabrigados pela invasão". O relatório estima que o número de civis deslocados para mais de 15 mil, enquanto os militares estadunidenses forneceram apoio para apenas 3 mil destes.
Segundo dados oficiais do Pentágono, 516 panamenhos foram mortos durante a invasão, no entanto, um memorando interno do exército estimou o número em mil; a ONU estima 500 mortes. Os Estados Unidos perderam 23 soldados e 325 ficaram feridos.
Um relatório da Human Rights Watch de 1991, na sequência do pós-invasão do Panamá, afirmou que mesmo com algumas incertezas quanto à dimensão de vítimas civis, os números são "ainda problemáticos" porque:

[As mortes de civis do Panamá] revelam que a "operação cirúrgica" pelas forças americanas infligiu um saldo em vidas civis que seria pelo menos quatro e meio vezes superior as baixas militares do inimigo, e 12 ou 13 vezes maior do que o número de vítimas sofridas por tropas americanas. Por si só, estes índices sugerem que o princípio da proporcionalidade e o dever de minimizar danos a civis, onde isso não comprometeria um objetivo militar legítimo, não foram observados fielmente pelas forças invasoras norte-americanas. Para nós, a controvérsia sobre o número de vítimas civis não deve obscurecer o importante debate sobre o modo como essas pessoas morreram. 

### Econômicas
A invasão causou prejuízos materiais pela ação militar e uma crise econômica produzida pelas ações de saques ao comércio em geral por parte da população temerosa pela falta de alimentos e necessidades básicas. O bairro de Chorrillo, constituído principalmente de antigos casarões de madeira construídos na época da construção do canal, foi quase que totalmente destruído, em parte devido aos incêndios causados pelo bombardeio ao Quartel Central. No entanto, há relatos de que alguns grupos organizados por Noriega conhecidos como os Batalhões da Dignidade incendiaram parte de Chorrillo durante os confrontos.
Sendo a polícia um componente das Forças de Defesa, a cidade do Panamá foi deixada sem defesa, permitindo o ataque a prédios públicos, escolas, empresas e até mesmo casas particulares, por criminosos comuns, até ser mais tarde restaurada a força policial.

### Políticas
Noriega foi levado para os Estados Unidos, julgado pelo crime de tráfico de drogas e condenado a 40 anos de prisão. Também no Panamá foi julgado à revelia e condenado a 15 anos pelo assassinato de Hugo Spadafora; 20 anos pelo Massacre de Albrook e pelo fuzilamento de membros das Forças de Defesa do Panamá; 20 anos pela execução de Moisés Giroldi; 5 anos por crimes contra a liberdade individual de Humberto Macea; e 18 meses por corrupção.
Guillermo Endara, que venceu as eleições em maio de 1989, foi empossado como presidente do Panamá na base militar estadunidense de Fuerte Clayton, pondo fim à ditadura militar que começou em 1968 e conduzindo o país a eleições democráticas, realizadas até o presente. Por meio de reformas constitucionais, o Panamá aboliu seu exército. Em 31 de dezembro de 1999, em comprimento aos Tratados Torrijos - Carter, retirou-se o último soldado norte-americano do território panamenho e ocorre a reversão do território da Zona do Canal para a soberania da República do Panamá.